# Westdorpe
Westdorpe is een dorp nabij Axel, in de gemeente Terneuzen, in de Nederlandse provincie Zeeland. Het dorp, in de regio Zeeuws-Vlaanderen, heeft 1.940 inwoners (2023). De naam van het dorp komt voort uit de westelijke ligging ten opzichte van de stad Axel. Westdorpe ligt langs de Graaf Jansdijk en is een mooi voorbeeld van een dijkdorp met lintbebouwing. Westdorpe is het op een na langste dorp van Nederland. De Graaf Jansdijk maakte vroeger deel uit van de landdijk tussen Terneuzen en Boekhoute. Het dorp geniet bekendheid doordat er dikwijls de landelijk hoogste temperatuur wordt waargenomen.
Tot 1 april 1970 was het een zelfstandige gemeente, waarna het tot 2003 tot de gemeente Sas van Gent behoorde. Westdorpe is 142 hectare groot. Een belangrijk deel hiervan bestaat uit Canisvliet. Om bepaalde plant- en diersoorten te beschermen zijn de gronden rondom de Canisvlietse Kreek aangewezen tot natuurreservaat en natuurontwikkelingsgebied.

## Geschiedenis
Al in 1276 komt de naam Westdorpe in bronnen voor. De daarbij aangehaalde parochie zal ten noordoosten van het huidige dorp hebben gelegen, waar resten zijn teruggevonden. Rond 1400 zorgden overstromingen van de Braakman dat het dorp volledig verdween. Het noordelijk deel verdween tijdens de Sint-Elisabethsvloed van 19 november 1404. Met de aanleg van de Graaf Jansdijk moest toen nog begonnen worden. Het gespaarde zuidelijke deel verdronk in 1586 toen Prins Maurits de stad Axel innam en Westdorpe inundeerde om Axel te behouden.
Het huidige dorp ontstond na 1620 als langgerekt dijkdorp op de zuidelijke dijk van de in dat jaar gereedgekomen Autrichepolder. Aanvankelijk behorende tot de Spaanse Nederlanden, werd het in 1644 alsnog door de Staatsen veroverd.
In 1788-1789 werd de Zwartenhoekse zeesluis gebouwd toen het gebied tussen Hulst en Sas van Gent bedijkt werd in de periode 1787-1790.
Tijdens de Tweede Wereldoorlog, in de periode van 21 tot 23 mei 1940, leed Westdorpe zwaar onder artilleriebeschietingen. Het dorp, gelegen vlak bij de brug over het kanaal Gent-Terneuzen, was in het frontgebied komen liggen tussen terugtrekkende Franse, Belgische en Nederlandse troepen, en het oprukkende Duitse leger. Nog voor de beschietingen begonnen was het op bevel verlaten dorp voor een groot gedeelte geplunderd en vernield door de Belgische troepen. Onder andere de kerk uit 1886 werd, waarschijnlijk om strategische redenen, door het 5e Belgische Legerkorps onherstelbaar beschadigd.

## Bezienswaardigheden
- In het museum "Westdorpe", gevestigd in 'de Kirke' (dorps- en gemeenschapscentrum gevestigd in de voormalige kerk) wordt de geschiedenis van Westdorpe blootgelegd. Westdorpe is van oorsprong een landbouwgemeente. Het dorp kende meer dan één brouwerij, waarvan bierbrouwerij Van Waes-Boodts wellicht de bekendste was. Als laatste sloot deze brouwerij in 1964, waarbij de inboedel overging naar Amstel.
- Een tot de 17e eeuw teruggaande boerderij is geklasseerd als rijksmonument.
- De Onze-Lieve-Vrouw Visitatiekerk

## Natuur en landschap
Westdorpe ligt in een zeekleipoldergebied op een hoogte van ongeveer 1,5 meter. Ten westen van Westdorpe ligt het Kanaal Gent-Terneuzen en ten zuiden van het dorp vindt men de Molenkreek. Ook is er de Canisvlietse Kreek met het natuurgebied Canisvliet, ten zuidwesten van het dorp.

## Evenementen
- Op het nabijgelegen Finland Circuit vinden regelmatig motorcross-evenementen plaats.
- Tijdens het eerste volle weekend van juli is er de jaarlijkse kermis. Deze duurt 4 dagen en bestaat ondertussen 300 jaar (2021). In de jaren 80 en 90 de bekendste kermis in Zeeuws Vlaanderen.
- Het eerste weekend van juni zijn er de jaarlijkse Dijkfeesten, een gratis toegankelijk festival met rock, pop, animatie en kunst.
- Sinds 1997 wordt jaarlijks de eerste zaterdag van november door dweilband 'Tandsjen Bei' een dweilbandfestival georganiseerd in café 't Oude Raedthuys.

## Geboren in Westdorpe
- Jan Dellaert (8 augustus 1893), luchtvaartpionier
- Eugène Allonsius (12 december 1937), Belgisch atleet
- Stephen van Haestregt (12 september 1972), producer, geluidstechnicus en drummer
- Frank Kerkhaert (9 augustus 1950), voormalig burgemeester van Hengelo

## Gestorven in Westdorpe
- Bert Eriksson (1931-2005), VMO-leider

## Nabijgelegen kernen
Zelzate, Sas van Gent, Zuiddorpe, Overslag, Axel